# Lamoen-Kreis

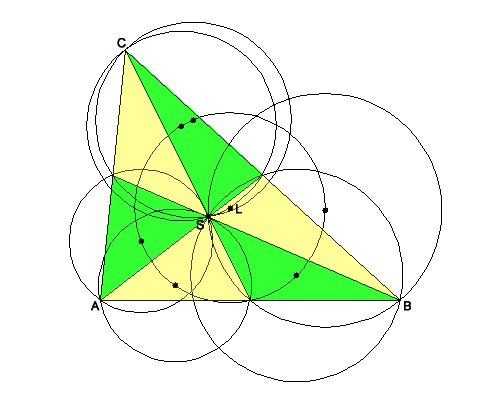
Lamoen-Kreis

Der Begriff Lamoen-Kreis stammt aus der Dreiecksgeometrie. Er geht auf eine Entdeckung des Niederländers Floor van Lamoen im Jahre 2000 zurück.
Die Umkreismittelpunkte der sechs Teildreiecke, in die ein gegebenes Dreieck durch seine Seitenhalbierenden unterteilt wird, liegen auf einem Kreis.

## Mittelpunkt
Der Mittelpunkt des Lamoen-Kreises hat die Kimberling-Nummer X(1153). Seine baryzentrischen Koordinaten sind:
{\displaystyle 10a^{4}+4(b^{4}+c^{4})-10b^{2}c^{2}-13a^{2}(b^{2}+c^{2})\,}
{\displaystyle 10b^{4}+4(a^{4}+c^{4})-10a^{2}c^{2}-13b^{2}(a^{2}+c^{2})\,}
{\displaystyle 10c^{4}+4(a^{4}+b^{4})-10a^{2}b^{2}-13c^{2}(a^{2}+b^{2})\,}
Siehe auch: Ausgezeichnete Punkte im Dreieck